# Östergötlands runinskrifter Fv1975;174
Runinskrift Ög FV1975;174 är en runsten som hittades på kyrkogården intill Harstads kyrkoruin i före detta Harstads socken, nu Väderstads socken, Göstrings härad i Östergötland. Stenen står kvar på ödekyrkogården och nära Ög 94.

## Stenen
Stenens material är rödaktig granit och den är 200 cm hög, 130 cm bred och 40 cm tjock. Den hittades 1974 på ödekyrkogården i samband med grävning efter en medeltida silverbrakteat. Sannolikt har den varit en lockhäll ovanpå en grav. Ristningen är ornerad i stilen Fågelperspektiv vilket daterar den till perioden 1010-1050 under vikingatiden. Den från runor translittererade och översatta inskriften lyder enligt nedan:

## Inskriften
Runsvenska: ...-- * iarl × ristu ...n * þinsa * aftiR * bruþr * utruks :
Normaliserad: ... Iarl ræistu [stæi]n þennsa æftiR broður/brøðr Otryggs.
Nusvenska: ... Jarl reste denna (sten) efter Otryggs broder (el. bröder).